# فيرنون (فيرمونت)
فيرنون (بالإنجليزية: Vernon, Vermont)‏ هي بلدة تقع بولاية فيرمونت في الولايات المتحدة. تبلغ مساحتها 51.8 (كم²)، وترتفع عن سطح البحر 99 م، بلغ عدد سكانها 2141 نسمة في عام 2000 حسب إحصاء مكتب تعداد الولايات المتحدة وتصل الكثافة السكانية فيها 42.7 نسمة/كم2.

## أعلام
- جون إي. موران
- جوناثان هنت
- جوناثان هنت

## وصلات خارجية
- www.vernon-vt.org
- The US50 - Cities and Towns in Vermont State
- Vermont Cities and Towns, Facts, Map, Flag, Colleges, Government, and More